# Paso Saravia
Der Paso Saravia ist ein von Gletscherspalten durchzogener Gebirgspass im westantarktischen Queen Elizabeth Land. Er bietet rund 300 km südlich der argentinischen Belgrano-II-Station einen Zugang vom Filchner-Ronne-Schelfeis auf das Polarplateau.
Argentinische Wissenschaftler nutzten ihn bei einer von 1964 bis 1965 durchgeführten Traverse von der Belgra-II-Station zum geographischen Südpol. Namensgeber ist César Cao Saravia (1918–1988), der durch einen Spendenaufruf in der Stadt Salta zur Finanzierung der Unternehmung beigetragen hatte.